# Saison 6 de Good Doctor
 (mai 2024).
Si vous disposez d'ouvrages ou d'articles de référence ou si vous connaissez des sites web de qualité traitant du thème abordé ici, merci de compléter l'article en donnant les références utiles à sa vérifiabilité et en les liant à la section « Notes et références ».
Chronologie
Saison 5 Saison 7
Cet article présente le guide des épisodes de la sixième saison de la série télévisée américaine Good Doctor.

## Généralités
- Aux États-Unis, cette sixième saison a été diffusée du 3 octobre 2022 au 1er mai 2023 sur le réseau ABC.
- Au Canada, elle a été diffusée en simultané sur le réseau CTV et trois heures à l'avance sur la station atlantique de CTV.
- En Belgique, la saison a été diffusée du 12 août 2023[1] au 7 octobre 2023 sur Tipik.
- En France, la saison a été diffusée du 23 août 2023[2] au 11 octobre 2023 sur TF1.

## Distribution

### Acteurs principaux
- Freddie Highmore (VF : Antoine Schoumsky) : Dr Shaun Murphy
- Hill Harper (VF : Daniel Njo Lobé) : Dr Marcus Andrews
- Richard Schiff (VF : Gabriel Le Doze) : Dr Aaron Glassman
- Christina Chang (VF : Danièle Douet) : Dr Audrey Lim
- Fiona Gubelmann (VF : Aurore Bonjour) : Dr Morgan Reznick
- Will Yun Lee (VF : Olivier Chauvel) : Dr Alex Park
- Paige Spara (VF : Adeline Moreau) : Lea Dilallo
- Bria Henderson (VF : Daria Levannier) : Jordan Allen
- Noah Galvin (VF : Fabien Albanese) : Asher Wolke
- Brandon Larracuente : Dr Daniel « Danny » Perez

### Acteurs récurrents et invités
- Elfina Luk : Dalisay Villanueva (épisodes 1 à 5, 8, 10, 17 à 22)
- Giacomo Baessato (VF : Stéphane Pouplard) : Jerome Martel (épisodes 1, 2, 3, 6, 7, 10, 17 à 22)
- Savannah Welch (VF : Marie Diot) : Dr Danica « Danni » Powell (épisodes 2 à 7, 9, 11)
- April Cameron : Infirmière Alyssa Hawks (épisodes 2, 5, 8, 12, 14, 15, 17, 18, 19, 22)
- Chuku Modu (VF : Pascal Nowak) : Dr Jared Kalu (épisodes 15, 17 à 22)
- Michael Patrick Thornton (VF : Arnaud Arbessier) : Dr Clay Porter (épisodes 6 à 10)
- Dylan Kingwell : Steve Murphy (épisode 1)
- Terry Chen : Owen (épisode 1)
- Golden Brooks : Dr Isabel Barnes (épisode 7)
- Kennedy McMann (VF : Marion Gress) : Joni DeGroot (épisode 16)
- Felicity Huffman : Janet Stewart (épisode 16)
- Ellie Harvie : Gail (épisode 22)

## Épisodes

### Épisode 1:Le Trouble-fête
- États-Unis /  Canada : 3 octobre 2022 sur ABC
- Belgique : 12 août 2023 sur Tipik
- France : 23 août 2023 sur TF1

- États-Unis : 3,54 millions de téléspectateurs (première diffusion)

### Épisode 2:En mode battante
- États-Unis /  Canada : 10 octobre 2022 sur ABC
- Belgique : 12 août 2023 sur Tipik
- France : 23 août 2023 sur TF1

- États-Unis : 3,18 millions de téléspectateurs (première diffusion)

### Épisode 3:La Vie de couple
- États-Unis /  Canada : 17 octobre 2022 sur ABC
- Belgique : 19 août 2023 sur Tipik
- France : 30 août 2023 sur TF1

- États-Unis : 3,00 millions de téléspectateurs (première diffusion)

### Épisode 4:Rendez-vous manqués
- États-Unis /  Canada : 24 octobre 2022 sur ABC
- Belgique : 26 août 2023 sur Tipik
- France : 30 août 2023 sur TF1

- États-Unis : 3,20 millions de téléspectateurs (première diffusion)

### Épisode 5:Essayer encore
- États-Unis /  Canada : 31 octobre 2022 sur ABC
- Belgique : 2 septembre 2023 sur Tipik
- France : 6 septembre 2023 sur TF1

- États-Unis : 3,36 millions de téléspectateurs (première diffusion)

### Épisode 6:L'Esprit de contradiction
- États-Unis /  Canada : 21 novembre 2022 sur ABC
- Belgique : 2 septembre 2023 sur Tipik
- France : 6 septembre 2023 sur TF1

- États-Unis : 3,09 millions de téléspectateurs (première diffusion)

### Épisode 7:Si petits
- États-Unis /  Canada : 28 novembre 2022 sur ABC
- Belgique : 2 septembre 2023 sur Tipik
- France : 6 septembre 2023 sur TF1

- États-Unis : 3,32 millions de téléspectateurs (première diffusion)

### Épisode 8:Panser ses blessures
- États-Unis /  Canada : 5 décembre 2022 sur ABC
- Belgique : 9 septembre 2023 sur Tipik
- France : 13 septembre 2023 sur TF1

- États-Unis : 3,22 millions de téléspectateurs (première diffusion)

### Épisode 9:Une simple distraction
- États-Unis /  Canada : 12 décembre 2022 sur ABC
- Belgique : 9 septembre 2023 sur Tipik
- France : 13 septembre 2023 sur TF1

- États-Unis : 3,56 millions de téléspectateurs (première diffusion)

### Épisode 10:Quelques complications
- États-Unis /  Canada : 23 janvier 2023 sur ABC
- Belgique : 9 septembre 2023 sur Tipik
- France : 13 septembre 2023 sur TF1

- États-Unis : 3,29 millions de téléspectateurs (première diffusion)

### Épisode 11:Break prénatal
- États-Unis /  Canada : 30 janvier 2023 sur ABC
- Belgique : 16 septembre 2023 sur Tipik
- France : 20 septembre 2023 sur TF1

- États-Unis : 3,43 millions de téléspectateurs (première diffusion)

### Épisode 12:Un choix à assumer
- États-Unis /  Canada : 6 février 2023 sur ABC
- Belgique : 16 septembre 2023 sur Tipik
- France : 20 septembre 2023 sur TF1

- États-Unis : 3,14 millions de téléspectateurs (première diffusion)

### Épisode 13:39 différences
- États-Unis /  Canada : 13 février 2023 sur ABC
- Belgique : 16 septembre 2023 sur Tipik
- France : 20 septembre 2023 sur TF1

- États-Unis : 3,09 millions de téléspectateurs (première diffusion)

### Épisode 14:Cœur de pierre
- États-Unis /  Canada : 27 février 2023 sur ABC
- Belgique : 23 septembre 2023 sur Tipik
- France : 27 septembre 2023 sur TF1

- États-Unis : 3,12 millions de téléspectateurs (première diffusion)

### Épisode 15:Des amis de longue date
- États-Unis /  Canada : 6 mars 2023 sur ABC
- Belgique : 23 septembre 2023 sur Tipik
- France : 27 septembre 2023 sur TF1

- États-Unis : 3,33 millions de téléspectateurs (première diffusion)

### Épisode 16:Sur le banc des accusés
- États-Unis /  Canada : 13 mars 2023 sur ABC
- Belgique : 23 septembre 2023 sur Tipik
- France : 27 septembre 2023 sur TF1

- États-Unis : 3,41 millions de téléspectateurs (première diffusion)

- Kennedy McMann : Joni DeGroot
- Felicity Huffman : Janet Stewart

### Épisode 17:Un bon exemple
- États-Unis /  Canada : 20 mars 2023 sur ABC
- Belgique : 30 septembre 2023 sur Tipik
- France : 4 octobre 2023 sur TF1

- États-Unis : 3,48 millions de téléspectateurs (première diffusion)

### Épisode 18:Premiers symptômes
- États-Unis /  Canada : 3 avril 2023 sur ABC
- Belgique : 30 septembre 2023 sur Tipik
- France : 4 octobre 2023 sur TF1

- États-Unis : 3,35 millions de téléspectateurs (première diffusion)

### Épisode 19:L'Esprit d'équipe
- États-Unis /  Canada : 10 avril 2023 sur ABC
- Belgique : 30 septembre 2023 sur Tipik
- France : 4 octobre 2023 sur TF1

- États-Unis : 3,40 millions de téléspectateurs (première diffusion)

### Épisode 20:Un homme béni
- États-Unis /  Canada : 17 avril 2023 sur ABC
- Belgique : 7 octobre 2023 sur Tipik
- France : 11 octobre 2023 sur TF1

- États-Unis : 3,48 millions de téléspectateurs (première diffusion)

### Épisode 21:Une merveilleuse journée
- États-Unis /  Canada : 24 avril 2023 sur ABC
- Belgique : 7 octobre 2023 sur Tipik
- France : 11 octobre 2023 sur TF1

- États-Unis : 3,69 millions de téléspectateurs (première diffusion)

### Épisode 22:La Naissance
- États-Unis /  Canada : 1er mai 2023 sur ABC
- Belgique : 7 octobre 2023 sur Tipik
- France : 11 octobre 2023 sur TF1

- États-Unis : 3,87 millions de téléspectateurs (première diffusion)